# ジオマーケティング
ジオマーケティング（英: geomarketing）とは、地理情報を利用したマーケティングである。ジオマーケティング・リサーチは、サンプリング、データ収集、プレゼンテーションの各段階で地理的パラメータをリサーチ方法に利用するものである。ジオマーケティング・サービスは、位置が重要な要因となる経路選択、支店ごとの管轄地域の決定、支店の位置決定などに関わる。ジオマーケティングの基本はデジタル地図であり、それによって概念を打ち破ったり構築したりできる。また、その地図にデータを関連させる方法も重要である。
ジオマーケティングは、地理的位置情報を使った分析手法であり、それに基づいて実際のマーケティング活動を計画・実行する。マーケティングミックスの様々な観点（製品、価格、流通、プロモーション）で利用できる。マーケットセグメンテーションを地理的に行うこともできる。金融分野では、ATMの利用者数と地理情報を組み合わせるジオマーケティング手法がある。

## ソフトウェア
ジオロケーション・ソフトウェアは、各種データを地理的領域にリンクさせて表示するもので、次のような用途がある。
- 顧客はどこ（国、都市、さらに細かいレベルなど）にいるのかを知る。
- IPアドレス、クレジットカード情報、VoIPアドレスなどから、顧客の所属する組織や地位などを推測する。
- 各種データをデジタル地図とリンクさせて表示する。
- Webサイトのクライアントの位置をデジタル地図上に表示する。
- 特定地域のサマリ情報を計算する。
- 特定地域の顧客を選別する。
- ある地点から特定半径内にいる顧客を選別する。

## 応用例
ユーザー選択によるコンテンツ表示
ユーザーの選択によってウェブサイトの表示内容を変える。例えば、FedEXのウェブサイト Fedex.com では、ユーザーにまず国を尋ね、それによって表示するコンテンツを変える。
自動的なコンテンツ変更
IPアドレスなどから自動的にユーザーの地理的位置を推測し、それにしたがってコンテンツを選択するインターネットマーケティングの手法である。
- 新たな小売店の出店場所に関する問題を解決する。
- 製品と広告のベストな配置をするために顧客需要傾向を地図上にマッピングする。